# Ossa (Irkutsk)
Ossa (russisch Оса́) ist ein Dorf (selo) in der Oblast Irkutsk in Russland mit 4523 Einwohnern (Stand 14. Oktober 2010).

## Geographie
Der Ort liegt etwa 125 km Luftlinie nordnordwestlich des Oblastverwaltungszentrums Irkutsk. Er befindet sich am linken Ufer des rechten Angara-Nebenflusses Ossa, etwa 10 km oberhalb seiner Mündung in den Bratsker Stausee.
Ossa ist Verwaltungszentrum des Rajons Ossinski sowie Sitz und einzige Ortschaft des gleichnamigen munizipalen Gebildes (munizipalnoje obrasowanije) mit dem Status einer Landgemeinde (selskoje posselenije).

## Geschichte
Vorgänger des Dorfes war der 1645 unweit der damaligen Mündung der namensgebenden Ossa in die Angara, etwa 40 km nordwestlich der heutigen Ortslage, von nach Sibirien vordringenden Russen unter dem Kosakenataman Iwan Kolesnikow errichtete Ossinski ostrog. Dieser wurde bereits 1648 von den in der Gegend ansässigen Burjaten niedergebrannt. Im Bereich des heutigen Dorfes entstand die Ossinskaja sloboda in der zweiten Hälfte des 17. Jahrhunderts; dort siedelten sich sowohl Russen als auch Burjaten an, die ihre zuvor nomadische Lebensweise aufgaben.
In einem vorwiegend von Burjaten besiedelten Gebiet gelegen, kam Ossa am 9. Januar 1922 als Teil des Bochanski Aimak (burjatische Bezeichnung für Rajon) mit Sitz im 25 km südlich gelegenen Bochan zur neu gebildeten Mongolisch-Burjatischen Autonomen Oblast, aus der 1923 die Burjatische ASSR hervorging. Die zugehörigen Gebiete nordwestlich des Baikalsees, darunter der Bochanski rajon, bildeten ab 26. September 1937 den Autonomen Kreis der Ust-Ordynsker Burjaten. 1944 wurde aus dem nördlichen Teil des Bochanski rajon der Ossinski rajon mit Sitz in Ossa gebildet. 1962 wurde dies rückgängig gemacht, aber seit 5. November 1975 existiert der Ossinski rajon wieder in seiner heutigen Form. Der Autonome Kreis der Ust-Ordynsker Burjaten ging zum 31. Dezember 2007 als Föderationssubjekt in der Oblast Irkutsk auf, besitzt mit seinen Rajons, darunter dem Ossinski, jedoch weiterhin einen besonderen Status.

### Bevölkerungsentwicklung
| Jahr | Einwohner |
| ---- | --------- |
| 1897 | 531       |
| 1959 | 2159      |
| 1979 | 3490      |
| 1989 | 4412      |
| 2002 | 4486      |
| 2010 | 4523      |

Anmerkung: Volkszählungsdaten

## Verkehr
Ossa liegt an der Regionalstraße 25N-012, die von Irkutsk kommend rechts der Angara und dann über Bochan nach Norden verläuft, weiter von Ossa bis zur 25N-009 Salari – Schigalowo, die sie nach weiteren etwa 75 km östlich der Siedlung Balagansk erreicht. Von Ossa nach Südosten führt die 25N-027 in das 90 km entfernte Zentrum des früheren Autonomen Kreises Ust-Ordynski.
Die nächste Bahnstation mit Personenverkehr befindet sich an der Transsibirischen Eisenbahn in Tscheremchowo, das über Bochan zu erreichen und per Straße etwa 80 km entfernt ist, wobei der Bratsker Stausee per Autofähre zwischen Kamenka und Swirsk überquert werden muss.